# Brusvily
 Brusvily  (en bretón Bruzivili) es una población y comuna francesa, en la región de Bretaña, departamento de Côtes-d'Armor, en el distrito de Dinan y cantón de Dinan-Ouest.

## Demografía
| 635 | 658 | 677 | 711 | 794 | 794 |
| Para los censos de 1962 a 1999 la población legal corresponde a la población sin duplicidades (Fuente: INSEE [Consultar]) |     |     |     |     |     |